# アダム派

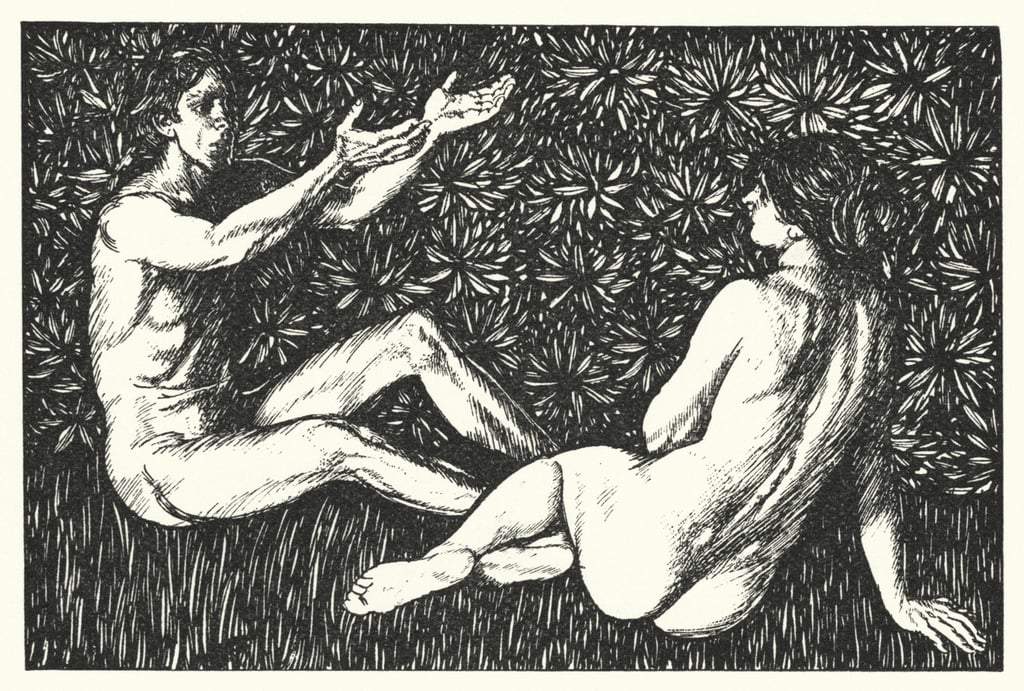
トーマス・カーライルの小説『衣装哲学』第9章の挿絵（E・J・サリバン画、1898年）

アダム派（アダムは、英: Adamites, Adamians）は、2世紀から4世紀の北アフリカにあった古代キリスト教の信者集団である。宗教儀式の際に衣服を身に着けないことを特徴とする。中世後期の中央ヨーロッパにも同様の宗派が存在したという報告がある。

## 古代のアダム派
古代のアダム派については詳細ははっきりとしないが、おそらく2世紀に誕生し、アダムとエバの原始的な無垢さを取り戻すことを主張していた。この宗派の起源については、様々な説明がなされている。ある説では、アダム派は道徳からの完全な解放と官能的な神秘主義を唱えたカルポクラテス派の分派であるとしている。テオドレトス（『異端反駁集』第1巻第6章）はそのように考え、アレクサンドリアのクレメンスが記録した性的行動が放縦な一派と同一視した。一方で、アダム派は、質素な生活に戻り結婚を廃止することで肉欲を根絶しようとした、「誤った禁欲主義者」だったと考える者もいる。
サラミスのエピファニウスとヒッポのアウグスティヌスは、「アダム派」のことと明言して、その宗教行為について記述している。彼らは自分たちの教会を「楽園」と呼び、自分たちはアダムとエバの無垢な状態（知識の実を食べることで目が開ける以前）に再び戻ったのだと主張していた。そのため、彼らは「聖なる裸体主義」を実践して宗教儀式の際には衣服を身に着けなかった。また、エデンの園には結婚という概念はなく、結婚がなければ罪という概念も存在しなかったとして反律法主義をしき、自分たちが何をしてもそれは善でも悪でもないと主張した。そのため、彼らは他宗派から「悪魔崇拝」であると非難された。古代のアダム派は、初期のプロテスタントであるとみなされている。

## 新アダム派

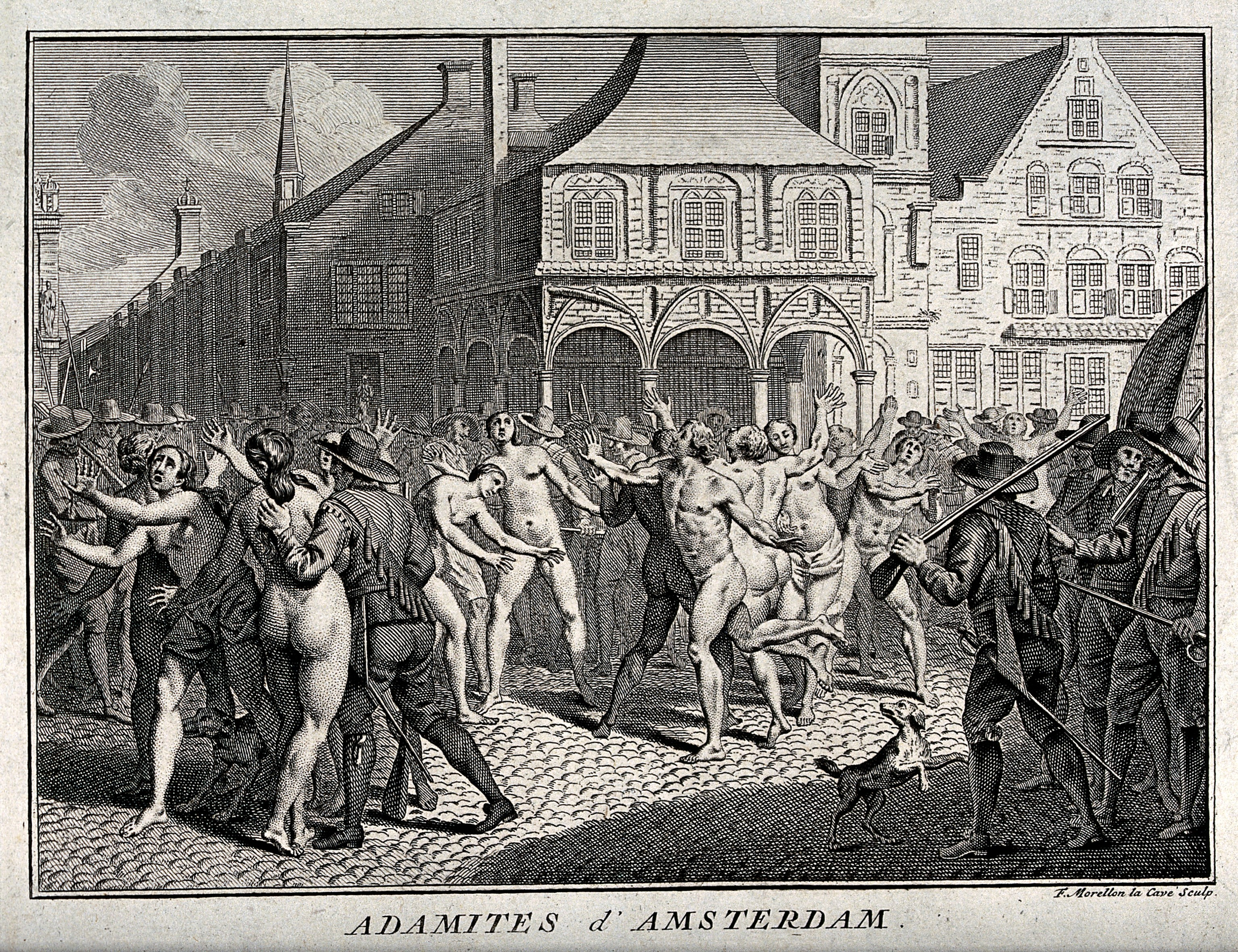
アムステルダムの広場で逮捕される新アダム派の信者達（18世紀中頃のエングレービング）

古代のアダム派と同じような宗派は、その後も何度かヨーロッパに出現した。中世のヨーロッパで、長らく途絶えていたこの宗派の教義が復活した。13世紀のオランダにおける自由心霊兄弟団はアダム派とも呼ばれた。彼らはしばしば秘密の儀式において衣服を脱ぎ、アダムとエバが完全な愛に戻ることで完全性が達成されると信じていた。14世紀には、異端者が裸で儀式を行っていると広く報道され、年代記ではアダム派と書かれている。15世紀、ボヘミアのターボル派から「ボヘミアのアダム派」と呼ばれる分派が生まれた。これらの宗派は、いずれも当時のキリスト教会の主流派からの強い反対に遭った。17世紀の清教徒革命でプロテスタントが分裂した後の"Catalogue of the Several Sects and Opinions in England"（イングランドの諸宗派・諸見解の記録）に、アダム派が記録されている。

### ターボル派とボヘミアのアダム派
ターボル派は、神聖ローマ帝国とカトリック教会の権威に反対するフス派の急進派として1419年に始まった。その一派であるボヘミアのアダム派は、ターボル派から離反して、町や村を裸で歩くという実践を始めた。彼らは「終末の日の聖者に神は宿る」と説き、排他的な結婚は罪であるとみなした。歴史家のノーマン・コーンは、「ターボル派が厳格な一夫一婦制であったのに対し、この宗派では自由恋愛がルールだった。アダム派は、純潔な者はメシアの王国に入る資格がないと宣言した。この宗派では、火の周りで裸で踊る儀式が盛んに行われていた。実際、彼らは寒暖を無視して裸で過ごし、これがアダムとエバが享受した無垢の状態であると主張していたようである」と述べている。コーンは、アダム派は他のターボル派から「自分たちの手で生計を立てようと考えたことがない」と批判されたと述べている。
ボヘミアのアダム派は、ネジャールカ川に浮かぶ島を占有して共同生活を送り、社会的・宗教的な全裸による生活と自由恋愛を実践し、結婚や個人の所有権を否定した。1421年、ターボル派の指導者ヤン・ジシュカにより、この宗派はほぼ全滅した。その翌年、この宗派はボヘミアとモラヴィア地方に広まった。アダム派が聖変化、司祭職、聖餐を否定したことから、特にターボル派から嫌われた。アダム派とターボル派の争いは、チェコの映画監督オタカル・ヴァーヴラによるフス派に関する映画三部作の1958年公開の第3作、"Proti všem"（直訳「全てに対して」）に描かれている。

### 情報源
- Chisholm, Hugh, ed. (1911). "Adamites" . Encyclopædia Britannica (英語). Vol. 1 (11th ed.). Cambridge University Press. p. 174.
- Goldie, Mark (2000). “The Search for Religious Liberty 1640–1690”. In Morrill, John. The Oxford Illustrated History of Tudor and Stuart Britain. Oxford University Press. ISBN 978-0-19-289327-7
- Hames, Peter (2009). Czech and Slovak Cinema: Theme and Tradition. Oxford University Press. ISBN 978-0-7486-8683-4
- Havey, Francis Patrick (1907). "Adamites" . In Herbermann, Charles (ed.). Catholic Encyclopedia. Vol. 1. New York: Robert Appleton Company.
- Wilson, Andrew (2015年3月22日). “From the Observer archive, 17 March 1974: the naked truth about streaking”. The Guardian